# Baltasar Saldoni i Remendo

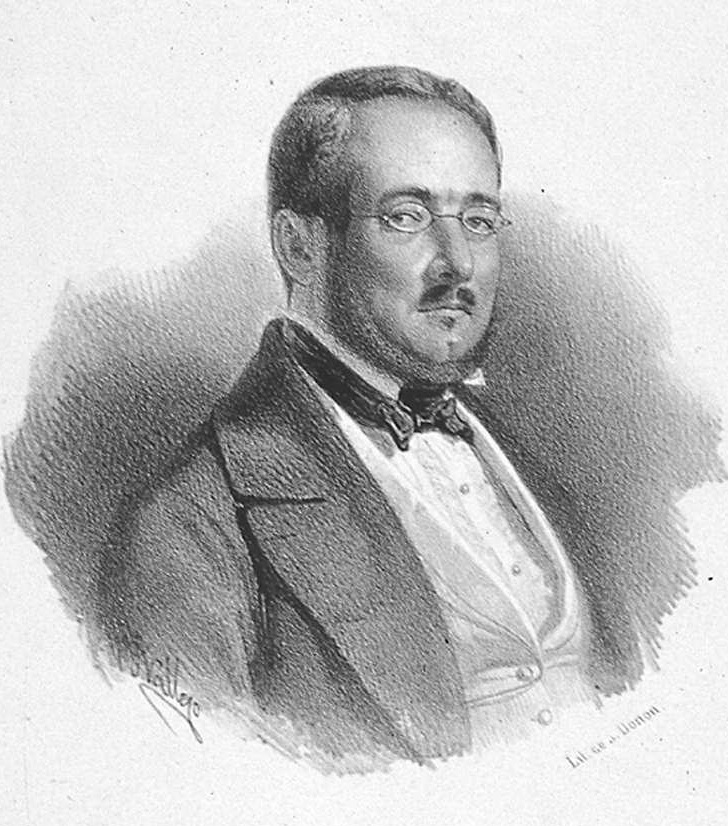
Baltasar Saldoni i Remendo

Baltasar Simó Saldoni i Remendo (* 4. Januar 1807 in Barcelona; † 3. Dezember 1889 in Madrid) war ein katalanischer Komponist, Musikwissenschaftler und Musikpädagoge.

## Leben und Werk
Als Baltasar Saldonis zwei Jahre alt war, starb seine Mutter. Im Alter von sieben bis zehn Jahren wurde er bei Francesc Andreví an der Kirche Santa Maria del Mar in Barcelona musikalisch ausgebildet. Ab 1818 absolvierte er eine Ausbildung an der Escola de Montserrat. Dort studierte er Geisteswissenschaften, Harmonie und Komposition. 1822 verließ er im Zusammenhang mit den liberalen gesellschaftlichen Umwälzungen das Kloster und vertiefte seine Klavier- und Orgelausbildung bei Mateu Ferrer und Francesc Queralt in Barcelona. 1824 wurde er Organist an der Barceloneser Kirche Santa Maria del Mar. 1829 zog er nach Madrid, wo er von Ramon Carnicer beraten wurde. Als 1830 das Madrider Konservatorium gegründet wurde, wurde er zum Professor für Solfeo und Gesang ernannt. Nach einem weiteren Studienaufenthalt in Paris wurde Saldoni schließlich in Madrid zum Professor für Gesang ernannt.
Saldoni komponierte die Operette El triunfo del amor (Der Triumph der Liebe), die Opern Ipermestra (1838), Cleonice, regina di Siria (1840), Saladino und Clotilde, Boabdil, der letzte maurische König von Granada, Guzmán el Bueno (Guzmán der Gute) sowie Zarzuelas wie La corte de Mónaco (1857, Der Hof von Monaco). Aus seinem Instrumentalwerk muss die große Symphonie A mi patria (An mein Vaterland) für Orchester, Bläser und Orgel besonders herausgehoben werden. Darüber hinaus schrieb er Vokalwerke sowie zahlreiche Messen, Miserere und Rosenkranzvertonungen in katalanischer Sprache.
Ab etwa 1850 widmete er sich dem Studium der Musikgeschichte. Er veröffentlichte ein historisches Übersichtswerk über die Escola de Montserrat (1856), die Efemérides de músicos españoles (1860) und das Diccionario biográfico-bibliográfico de efemérides de músicos in vier Bänden (1868–1881), in denen er Daten zu spanischen Musikern sammelte. Der erste Band enthält auch eine Zusammenstellung seiner eigenen Werke. Letzteres Werk ist der Form nach dem Wikipedia Format Musikjahr vergleichbar. 1873 wurde er in Madrid Mitglied der Academia de Bellas Artes de San Fernando.

## Werke von Baltasar Saldoni
- Diccionario biográfico-bibliográfico de efemérides de músicos españoles, 4 Bände, Madrid 1868 bis 1881
- Biblioteca Digital de Castilla y León: Diccionario biográfico-bibliográfico de efemérides de músicos españoles, 4 Bände (online). 1868, abgerufen am 20. Mai 2020 (spanisch).